# ティーン・ビーチ 2
『ティーン・ビーチ 2』（原題: Teen Beach 2）は、ディズニー・チャンネル・オリジナル・ムービーのミュージカル映画。全米公開は2015年6月26日。また、日本では同年7月25日に放送された。日本においては現在DVD・BDは未発売。

## ストーリー
夏休み最後の日。ブレイディとマックは、二人が出会うきっかけとなった映画「ウェット・サイド・ストーリー」を観た後、サーフィンをして楽しんでいた。しかしそこでマックは、レイアから貰ったネックレスを失くしてしまったことに気付く。そして次の日学校が始まるが、性格があまりにも違う二人は早々けんかをしてしまう。一方「ウェット・サイド・ストーリー」の世界にいるレイアは、同じことの繰り返しである映画の世界に飽き飽きしていた。その時海岸にマックが持っているはずのネックレスが打ち上げられる。それを見てレイアはマックの事が心配になり、タナーと一緒にネックレスを持って海の中へ入っていく。そしてレイアとタナーが行きついた先は、ブレイディとマックが暮らしている世界、現代だった。

## キャスト
※括弧内は日本語吹替
- ブレイディ - ロス・リンチ（高梨謙吾）
- マッケンジー(マック) - マイア・ミッチェル（本名陽子）
- レイラ - グレイス・フィップス（吉田聖子）
- タナー - ギャレット・クレイトン（泰勇気）
- ブッチー - ジョン・デルーカ（英語版）（松本忍）
- チーチー - クリッシー・フィット（英語版）（友永朱音）
- シーキャット - ジョーダン・フィッシャー（竹内栄治）
- ラスカル - ケント・ボイド（中島ヨシキ）

## サウンドトラック
| 専門評論家によるレビュー | 専門評論家によるレビュー |
| レビュー・スコア         | レビュー・スコア         |
| 出典                     | 評価                     |
| ------------------------ | ------------------------ |
| Allmusic                 | [ 1 ]                    |

サウンドトラックは米国で2015年6月23日にリリースされ、日本では同年7月22日にリリースされた。
全米アルバムチャートビルボード200第10位、Top Kid Audio チャートと Top Soundtracks チャート第1位を獲得した。

### 収録曲
| #   | タイトル                                      | 作詞 | 作曲・編曲 | アーティスト名 | 時間 |
| --- | --------------------------------------------- | ---- | ---------- | --- | ---- |
| 1.  | 「今までで最高の夏」                          |      |            | ロス・リンチ、マイア・ミッチェル、ギャレット・クレイトン、グレイス・フィップス、ジョン・デルーカ、ジョーダン・フィッシャー、クリッシー・フィット | 3:28 |
| 2.  | 「ひとりでこの道を」                          |      |            | ロス・リンチ | 2:25 |
| 3.  | 「理想の場所」                                |      |            | ギャレット・クレイトン、グレイス・フィップス | 2:29 |
| 4.  | 「あなたに夢中」                              |      |            | ジョーダン・フィッシャー、クリッシー・フィット                                                                                                   | 2:04 |
| 5.  | 「僕と一緒にいたいかい？」                    |      |            | ジョーダン・フィッシャー | 2:51 |
| 6.  | 「ガラリと変えなきゃ」                        |      |            | ロス・リンチ、マイア・ミッチェル、ギャレット・クレイトン、グレイス・フィップス                                                                   | 2:58 |
| 7.  | 「ふたりはめぐり逢う (リプライズ1)」          |      |            | ロス・リンチ、マイア・ミッチェル | 2:58 |
| 8.  | 「私を救って」                                |      |            | サブリナ・カーペンター | 2:34 |
| 9.  | 「ゴッタ・ビー・ミー」                        |      |            | ロス・リンチ、マイア・ミッチェル、ギャレット・クレイトン、グレイス・フィップス、ジョン・デルーカ、ジョーダン・フィッシャー                       | 3:53 |
| 10. | 「ふたりはめぐり逢う (リプライズ3)」          |      |            | ロス・リンチ、マイア・ミッチェル、ギャレット・クレイトン、グレイス・フィップス                                                                   | 1:55 |
| 11. | 「それが僕たちのやり方」                      |      |            | ロス・リンチ、マイア・ミッチェル、ギャレット・クレイトン、グレイス・フィップス                                                                   | 3:36 |
| 12. | 「スターティング・オーバー」                  |      |            | R5 | 2:55 |
| 13. | 「ひとりでこの道を (ラジオ・バージョン)」     |      |            | ロス・リンチ | 3:27 |
| 14. | 「今までで最高の夏 (インストゥルメンタル)」   |      |            | | 3:28 |
| 15. | 「ゴッタ・ビー・ミー (インストゥルメンタル)」 |      |            | | 3:54 |